# ARMTV
ARMTV oder APMTV (armenisch Հայաստանի հանրային հեռուստաընկերություն, Hajastani hanrajin herrustajnkerutjun) ist die öffentlich-rechtliche Fernsehanstalt von Armenien.

## Geschichte
Das armenische Fernsehen wurde am 29. November 1956 erstmals ausgestrahlt. Zuvor hatte der Ministerrat der UdSSR am 5. September 1955 veranlasst, verschiedene Fernsehsender in der Unionsrepublik zu installieren.
Der reguläre Sendebetrieb wurde am 9. Februar 1957 aufgenommen. Nachrichten wurden erstmals am 6. August 1957 ausgestrahlt, allerdings noch unregelmäßig. Die regelmäßige Ausstrahlung der Nachrichten begann erst im Februar 1958.
Am 1. Mai 1973 strahlte das armenische Fernsehen erstmals in Farbe aus. Im August desselben Jahres begann man erstmals damit aufgezeichnete Sendungen auszustrahlen.
1996 wurde ein zweites Programm gegründet. 2005 schloss sich ARMTV der Europäischen Rundfunkunion an. Am 13. September 2016 begann der Sender mit der Ausstrahlung seiner Sendungen in HD.

## Galerie

Logo von 1997 bis 2013
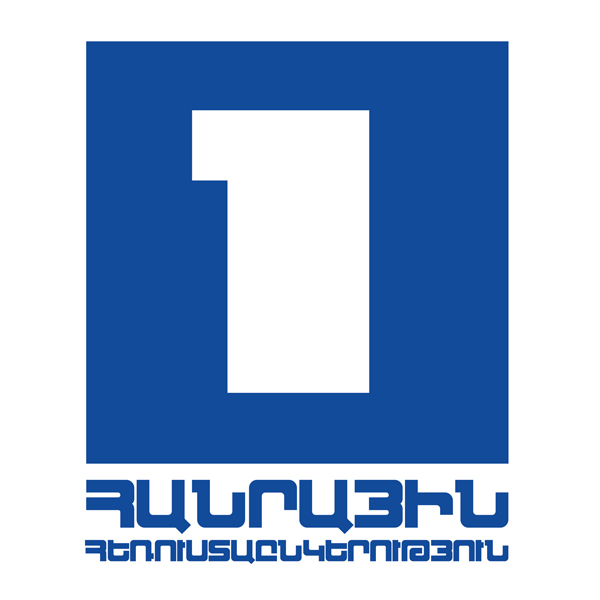
Logo von 2013 bis 2021